# کنسوکه کوندو
کنسوکه کوندو (انگلیسی: Kensuke Kondo؛ زادهٔ ۹ اوت ۱۹۹۳) بازیکن بیسبال اهل ژاپن است.